# Малик, Азиз
Абдул Азиз Малик (англ. Abdul Aziz Malik; 16 апреля 1916, Равалпинди, Британская Индия — неизвестно) — пакистанский хоккеист на траве, нападающий. Серебряный призёр летних Олимпийских игр 1956 года, участник летних Олимпийских игр 1948 и 1952 годов.

## Биография
Азиз Малик родился 16 апреля 1916 года в индийском городе Равалпинди (сейчас в Пакистане).
Играл в хоккей на траве за Западно-Пенджабскую полицию.
В 1948 году вошёл в состав сборной Пакистана по хоккею на траве на летних Олимпийских играх в Лондоне, занявшей 4-е место. Играл на позиции нападающего, провёл 7 матчей, забил 9 мячей (восемь в ворота сборной Дании, один — Франции).
В 1952 году вошёл в состав сборной Пакистана по хоккею на траве на летних Олимпийских играх в Хельсинки, занявшей 4-е место. Играл на позиции нападающего, провёл 3 матча, забил 2 мяча (по одному в ворота сборных Франции и Великобритании).
В 1956 году вошёл в составе сборной Пакистана по хоккею на траве на летних Олимпийских играх в Мельбурне и завоевал серебряную медаль. В матчах не участвовал.
В 1948—1955 годах провёл за сборную Пакистана 23 матча, забил 28 мячей.
О дальнейшей жизни данных нет.